# 佐藤恵 (陸上選手)
佐藤 恵（さとう めぐみ、1966年9月13日 - ）は、新潟県新潟市出身の日本の元女子走高跳選手で、元日本記録保持者。中学時代より高い身体能力で日本女子の跳躍界を席巻した。
オリンピックにはロサンゼルス・ソウル・バルセロナと、フィールド競技では日本女子唯一の3大会連続出場を果たす（ほか陸上競技の種目では、同じく弘山晴美も長距離走で五輪3回連続代表、その後福士加代子は長距離走3回とマラソン1回の合計五輪4回連続代表となっている）。さらにバルセロナオリンピックでは、現時点で日本女子選手で唯一となる跳躍競技五輪入賞（7位）の実績を残した。

## 略歴
新潟市立沼垂高校（現在の新潟市立万代高校）、福岡大学卒業。大学卒業後は福岡県教育委員会を経てミズノに入社。引退後は退社し、新潟県高校教員に転じた。
中学2年時の1980年に1m79を記録、当時の中学記録を樹立し注目される。
中学3年時の1981年に日本選手権で1m87を記録し優勝。中学記録を更新する。この記録は40年以上も破られておらず、歴代2位の記録にすら10センチも差をつける驚異的な記録で、男女含めた現存する中学生の陸上競技種目の中で最古の中学記録である。全日本中学校陸上競技選手権大会の男子走高跳の入賞ラインが1m85前後であることから、この記録が中学女子としてはいかに突出したものかがわかる。 
また、当時実施されていた三種競技A（現在は四種競技に移行）でも3357点の中学記録を更新。この記録は、1998年に桝見咲智子に破られるまで17年間中学記録であった。
沼垂高校在籍時の1983年に1m90を記録、高校記録を樹立。この記録も未だ破られておらず、現存する競技種目の中で最古の高校記録である。この年には世界陸上選手権にも出場し、16歳328日での出場は2015年にサニブラウン・アブデル・ハキームが16歳172日で更新するまで世界陸上選手権日本代表最年少出場記録であった。
福岡大学在籍時の1987年に1m95を記録、当時の日本記録を樹立。1990年5月、同年7月にも1m95を記録した。なお、非公認ながら練習では2m以上の記録も何度かクリアしていた。
1992年バルセロナオリンピックで7位入賞を果たす快挙を達成。これは陸上競技において跳躍種目では日本女子唯一の入賞記録である。
2001年9月15日に今井美希が1m96を跳び、日本記録を塗り替えられた。

## 成績

### 日本選手権
- 9回優勝。（1981年、1983年、1985年、1987年、1988年、1990年、1991年、1992年、1993年）

### 国際大会
- 1984年　ロサンゼルスオリンピック予選落ち。1m84。
- 1986年　1986年アジア競技大会優勝。1m91。
- 1988年　ソウルオリンピック11位。1m90。
- 1987年　ユニバーシアード3位。1m88。
- 1990年　1990年アジア競技大会優勝。1m94（大会新記録）
- 1992年　バルセロナオリンピック7位入賞。1m91。
- 世界選手権4回出場。

### 自己記録
- 1m95（1987年。当時の日本記録）
- 1m90（沼垂高等学校時の1983年7月10日。新潟陸協跳躍記録会。現在の高校記録）
- 1m87（木戸中学校時の1981年10月25日。日本選手権。現在の中学記録）

## その他
- 競技会の前日には好物のアイスクリームを大食するという習慣を持っていた。
- 練習の跳躍では2mに成功したことが何回かあったという。
- 1990年アジア大会の優勝は陸上競技女子で唯一、開催国中国の優勝を阻んだものだった（女子走高跳以外すべての種目で中国の選手が優勝している）。

## 参考
1. ↑  『陸上競技マガジン2020年4月号増刊 記録集計号2019』 ベースボール・マガジン社 (2020), p.112
2. ↑  過去の優勝者・記録（女子走高跳）
3. ↑  “日本中学記録”. 月陸オンライン.   陸上競技社. 2022年9月25日閲覧。
4. ↑  “8位入賞者一覧表” (PDF). 2016年1月25日閲覧。
5. ↑  “サニブラウン　世界陸上200ｍ世界最年少出場”. 日刊スポーツ. (2015年8月5日)